# ريكسدولار سيلاني

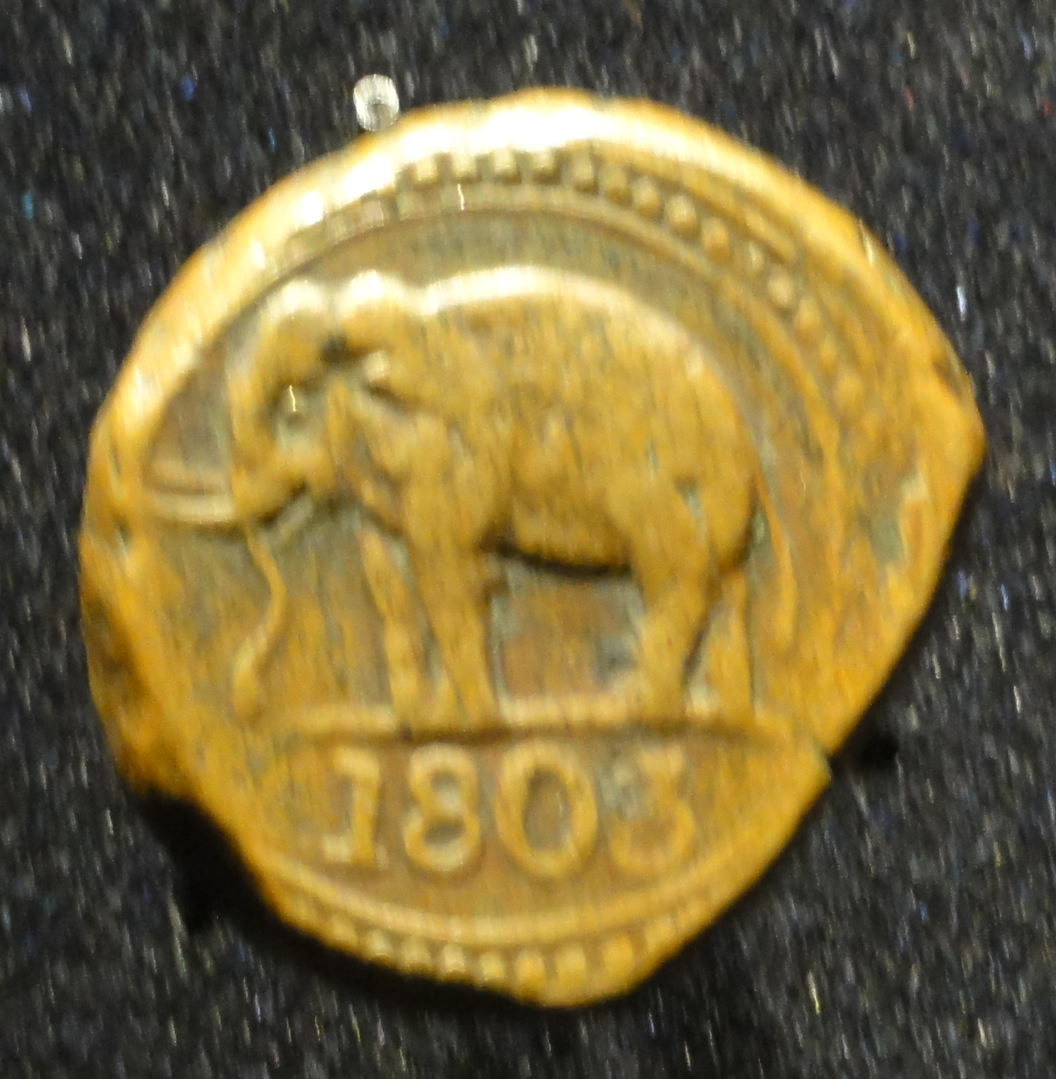

الريكسدولار عملة سيلان البريطانية حتى عام 1828. قسّم الريكسدولار إلى 48 ستايفر (بالإنجليزية: stiver)، وكل ستايفر إلى 4 دويت (بالإنجليزية: duit). كانت وحدات أخرى تستخدم مثل الفانام fanam (يعادل 4 ستايفر) و اللارين larin (يعادل 9 و1/2 ستايفر). اشتقت العملة من الريكسدالر الهولندي (بالهولندية: rijksdaalder) والستايفر (بالهولندية: stuiver)، مع الفرق أن الرايكسدالر الهولندي كان يعادل 50 ستايفر. استبدل الريكسدولار بالجنيه الإسترليني بسعر 1 ريكسدولار = 1شيلينغ و6بنس.

## عملات معدنية
في القرت الثامن عشر، صكت شركة الهند الشرقية الهولندية عملات بقيمة ⅛ دويت وديوت واحد، و¼ و1 و2 و4و¾ ستايفر وريكسدولار واحد.
بعد استحواذ البريطانيين على سيلان، أصدرت عملات نحاسية عام 1801 بفئات 1⁄48 و1⁄24 و1⁄12 ريكسدولار. في عام 1802 أضيفت عملات نحاسية من فئات 1⁄192 و1⁄96 و1⁄48 ريكسدولار. أصدرت عملات فضية في عام 1803 بقيمة 24 و48 و96 ستايفر.
في عام 1815، أصدرت عملات نحاسية بفئات ½ و1 و2 ستايفر، معادلة في القيمة لفئات 1⁄96 و1⁄48 و1⁄24 ريكسدولار. أصدرت عملات ريكسدولار فضية عام 1821.

## أوراق نقدية
أصدرت حكومة سيلان أوراق نقدية من فئات الريكسدولار و5 ريكسدولار عام 1809 و2ريكسدولار عام 1826.